# 319国道
319国道（或“国道319线”、“G319线”）是中華人民共和國擁有的一條国道，規劃起点为台湾省高雄市，實際起点為福建省厦门市，终点为四川省成都市。
该国道原本的起点为福建省厦门市，后《国家公路网规划（2013－2030年）》发布，其中普通国道网路线方案表规划描述，将起点由福建省厦门市改为台湾省高雄市。根据这一规划，构想中的高雄至厦门段需通过台湾海峡隧道跨越台湾海峡。由于台湾海峡隧道工程技術上的難度，再加上海峡两岸关系现状，高雄市受中华民国政府管辖，目前無法實現。

## 里程表
| 城市名                             | 距起点距离             |
| 台湾省高雄市                       | （因兩岸分治無法實現） |
| 台湾海峡隧道（因兩岸分治無法實現） |                        |
| 福建省厦门市                       | 0 （實際起點）         |
| 福建省厦门市集美区                 | 14                     |
| 福建省漳州市                       | 69                     |
| 福建省龙岩市                       | 208                    |
| 福建省长汀县                       | 379                    |
| 江西省瑞金市                       | 427                    |
| 江西省宁都县                       | 510                    |
| 江西省兴国县                       | 616                    |
| 江西省泰和县                       | 707                    |
| 江西省井冈山市                     | 793                    |
| 江西省永新县                       | 928                    |
| 江西省莲花县                       | 988                    |
| 江西省萍乡市                       | 1067                   |
| 江西省上栗县                       | 1107                   |
| 湖南省浏阳市                       | 1144                   |
| 湖南省长沙市                       | 1214                   |
| 湖南省宁乡县                       | 1261                   |
| 湖南省益阳市                       | 1312                   |
| 湖南省常德市武陵区                 | 1405                   |
| 湖南省沅陵县                       | 1589                   |
| 湖南省泸溪县                       | 1644                   |
| 湖南省吉首市                       | 1715                   |
| 湖南省花垣县                       | 1785                   |
| 重庆市秀山土家族苗族自治县         | 1860                   |
| 重庆市酉阳土家族苗族自治县         | 1964                   |
| 重庆市黔江区                       | 2081                   |
| 重庆市彭水苗族土家族自治县         | 2209                   |
| 重庆市武隆县                       | 2298                   |
| 重庆市涪陵区                       | 2420                   |
| 重庆市长寿区                       | 2502                   |
| 重庆市渝北区                       | 2573                   |
| 重庆市                             | 2599                   |
| 重庆市璧山区                       | 2664                   |
| 重庆市铜梁区                       | 2705                   |
| 四川省安岳县                       | 2802                   |
| 四川省乐至县                       | 2850                   |
| 四川省简阳市                       | 2911                   |
| 四川省成都市                       | 2984                   |
| 未通车路段                         |                        |

## 历史

### 湘川公路
抗战前夕，1935年7月湖南省公路局着手湘川公路线路勘踏，10月15日成立湘川线第一二三四五段工程处。至1936年2月21日完成勘测。起自沅陵县筲箕湾的三角坪从湘黔公路（常德至鲇鱼铺省界，1936年6月通车）出岔，向西渡过沅水，经泸溪县、吉首县（乾城县）、花垣县（永绥县）至茶洞镇省界，全长187.66km。1936年2月29日在沅陵成立湘川公路工程处，湖南省建设厅长余籍传兼任处长，省公路局长周凤九（周光召的父亲）兼任副处长、总工程师(后欧阳镜寰)；湘川公路开始边测边修。路款 2368 163元，由省政府筹措六成，向全国经济委员会筹借四成。1936年4月22日正式破土动工。沿线泸溪以上，苗汉杂处；乾城，几纯系苗人。沿途为缺粮区，需要在长沙买米经水路运往工地。1936年9月9日土路试通车。1937年2月路面施工完成。1937年3月举行通车典礼。撤销湘川公路工程处，另设能滩吊桥工程处和湘川公路善后工程处。共计完成土方128万公方，石方99万公方，新建改建桥梁125座全长约500公尺，涵洞408座，水管800道。征用了39.25万工。
铁山河、能滩、矮寨、下寨河四处工程最为艰巨。
铁山河高出渡口73m，在一公里线路内设5道之字形展线，最大坡度13%。
下寨河左岸高差60m，在一公里线路内设7道之字形展线；右岸高差33m，在600m线路内用3道之字形展线；中间以大桥贯通。
矮寨路段水平距离1km，高差440m，在6km线路内设15道回头弯，一个8字形弯道，特建7座石砌转车台，并建有中国公路史上第一座干桥（立交桥）。建有“湘川公路死事员工公墓”纪念塔。
中国第一座(现代)钢链吊桥“能滩吊桥”，长80m，单车道，坐落于川湘公路319国道泸溪县洗溪镇能滩村。1938年5月通车。抗战时期日军飞机未能炸毁该桥。1949年10月湘西和平解放时，泸溪县地方武装杨元玑部完好地保护了能滩吊桥，移交给进军大西南的第二野战军。
沅水的铁山河渡口-白沙渡口位于泸溪县城东侧，解放前有两艘双车渡船负责渡运。